# 光萼八蕊花
光萼八蕊花（学名：Sporoxeia latifolia var. fengii）为野牡丹科八蕊花属下的一个变种。

## 扩展阅读
- 維基物種上的相關：光萼八蕊花